# Alofonia
A alofonia constitui a relação de semelhança entre as variantes de um fonema.
Cada fonema pode ser realizado pelo falante de forma diferente, resultando em fones diferentes. Os alófonos são fones cujo feixe de traços comum os permite associar a um fonema. A variação na realização pode ser livre ou resultar de distribuição complementar. Dito de outro modo, há alofones que são foneticamente distintivos e há alofones que não são foneticamente distintivos. As diferentes realizações da vibrante múltipla, nas variedades do português europeu, são um exemplo de alofonia em distribuição livre.
Isto significa que a realização do fonema /ʀ/ não é fonologicamente motivada. Por outro lado, há alofones que são contextualmente motivados, encontrando-se em distribuição complementar, isto é, num mesmo segmento só se encontra um dos alofones dos vários possíveis. Concretizando com exemplos, na palavra "carro", o fonema /ʀ/ (terceiro segmento) pode ser realizado livremente de formas diferentes (distribuição livre). O fonema /ʀ/ pode ser apicoalveolar [r], dorsovelar [ʁ] ou uvular [ʀ].
Outro exemplo, no português brasileiro, nas palavras "mel" e "lua" os alofones do fonema [l] são contextualmente determinados. O fonema /l/ em fim de sílaba ou de palavra tem uma realização diferente da dos casos em que o fonema se apresenta em início de palavra ou de sílaba. O fonema /l/ pode corresponder aos fones [l] ("lua" ['luɐ]) ou corresponder ao som [w] ("mel" [mɛw]).
Outro exemplo de alofones em distribuição complementar vem também do português brasileiro. Nos dialetos mineiro e carioca, por exemplo, o fonema /t/ realiza-se foneticamente como [t] ou [tʃ], a depender da posição em que ocorre na palavra. [tʃ] ocorre diante da vogal [i] ("tia" ['tʃiɐ] ou "latim" [la'tʃĩ]) e [t] diante das demais vogais ("tua" ['tuɐ], "tombo" ['tõbʊ]). Nesse caso, tanto [t] quanto [tʃ] são alofones ou variantes previsíveis (pelo contexto em que ocorrem) de um mesmo segmento abstrato, o fonema (/t/).
A alofonia pode resultar em novas oposições fonológicas, reorganizando o sistema fonológico de uma língua. Trata-se de um fenómeno fonético comum nas línguas naturais.